# Вашингтон кепитолси
Вашингтон кепитолси су бивши кошаркашки клуб из Вашингтона. У свом постојању од 1946. године до 1951. године, они су били део Кошаркашке асоцијације Америкe (познатија као БАА, касније претворена у Националну кошаркашку асоцијацију, НБА).

## Историја франшизе
Вашингтон кепитолси су основани 1946. године као БАА тим. Након што су БАА и НБЛ спојени и претворени у НБА, 1949. године Вашингтон кепитолси званично постају НБА клуб. 9. јануара 1951. године, овај клуб је угашен након резултата од 10 победа и 25 пораза у сезони.
Вашингтон капитолси су један од седам тимова који је врло брзо напустио НБА: Андерсон пекерси, Шебојган редскинси и Ватерло хокси су одмах после прве сезоне (1949–50) прешли у другу лигу (НПБЛ), док су Чикаго стегси, Денвер нагетси и Сент Луис бомберси угашени. Лига је тиме спала са 17 клубова на само 11 пре почетка друге сезоне (1950–51). Вашингтон кепитолси су престали да постоје у току исте сезоне, тако да је укупан број клубова у НБА тада спао на само 10.
Ерл Лојд, први афроамериканац који је учествовао у НБА, је свој дебитантски меч одиграо са кепитолсима у Јулајн арени 31. октобра 1950. године.
Након гашења овог тима, НБА се враћа у Вашингтон тек 1973. године са Балтимор булетсима који су тада постали Капитол булетси, а сада су познати као Вашингтон визардси.
Капитолси су били победници у 81.7 процената мечева у инагуралној сезони БАА, што ја касније био рекорд у НБА све до сезоне 1966–67 када су Филаделфија севентисиксерси успели да га оборе. Капитолси су такође освојили два дивизијска шампионата (у сезонама 1946–47 и 1948–49), док су у плеј-офове улазили четири пута (1947, 1948, 1949, и 1950. године).

## Други успеси
Вашингтон кепитолси су у свом кратком периоду постојања остварили још два НБА рекорда: 1946. године, капитолси су били победници у 17 узастопних мечева у сезони – рекорд који ће бити оборен 1969. године. Такође, сезону 1948–49 су започели са 15 узастопних победа; тај број је изједначен тек 1993–94 од стране Хјустон рокетса, а успешно је оборен од стране Голден Стејт вориорса тек 2015–16, након што су вориорси своју сезону започели са 24 узастопне победе.

## Дворана
Вашингтон капитолси су мечеве играли у Јулајн арени, која је примала 7.500 људи. Та дворана и даље постоји, али је преуређена и преставља канцеларијски простор.

## Знамените личности клуба

### Играчи
- Боб Ферик
- Бил Шарман
- Ерл Лојд
- Џин Галет
- Џек Николс
- Дон Отен
- Фред Сколари

### Тренери
- Ред Аурбах
- Боб Ферик
- Боунс Мекини
- Ерл Лојд

### Личности у кошаркашкој Кући славних
- Бил Шарман (примљен 1976. године, играч)[10]
- Ред Аурбах (примљен 1969. године, тренер)[11]
- Ерл Лојд (примљен 2003. године због својих доприноса НБА као први афроамерички играч и тренер)[3]

## Резултати по сезонама
| Сезона  | Лига | Дивизија | Пласман     | Резултат | Плеј-офови                                                                         |
| ------- | ---- | -------- | ----------- | -------- | ---------------------------------------------------------------------------------- |
| 1946–47 | БАА  | Источна  | Прво место  | 49–11    | Поражени у БАА полу-финалу (стегси) 2–4                                            |
| 1947–48 | БАА  | Западна  | Друго место | 28–20    | Поражени у тајбрејкеру (стегси)                                                    |
| 1948–49 | БАА  | Источна  | Прво место  | 38–22    | Победили у конференцијском финалу (никси) 2–1 Поражени у БАА финалу (лејкерси) 2–4 |
| 1949–50 | НБА  | Источна  | Треће место | 32–36    | Изгубили у дивизијском полу-финалу (никси) 0–2                                     |
| 1950–51 | НБА  | Источна  | Шесто место | 10–25    | Нису се квалификовали                                                              |

## Драфт
| Година | Лига | Име             | Универзитет/колеџ   |
| ------ | ---- | --------------- | ------------------- |
| 1950   | НБА  | Дик Шниткер     | Охајо               |
| 1950   | НБА  | Бил Шарман      | Јужна Калифорнија   |
| 1950   | НБА  | Алан Сојер      | Лос Анђелес         |
| 1950   | НБА  | Томи О'киф      | Џорџтаун            |
| 1950   | НБА  | Клод Овертон    | Њујорк              |
| 1950   | НБА  | Ворен Картијер  | Северна Каролина    |
| 1950   | НБА  | Џим Каткарт     | Арканзас            |
| 1950   | НБА  | Џо Гринбеч      | Санта Клара         |
| 1950   | НБА  | Ерл Лојд        | Западна Вирџинија   |
| 1950   | НБА  | Џо Ноерткер     | Вирџинија           |
| 1949   | БАА  | Ва Ва Џоунс     | Кентаки             |
| 1949   | БАА  | Џим Овенс       | Бејлор              |
| 1949   | БАА  | Клиф Баркер     | Кентаки             |
| 1949   | БАА  | Мејнард Хеиткок | Џорџ Вашингтон      |
| 1949   | БАА  | Џим Лејси       | Лојола, Мериленд    |
| 1948   | БАА  | Џек Николс      | Вашингтон           |
| 1948   | БАА  | Фред Бартел     | Орегон              |
| 1948   | БАА  | Ед Хјуз         | Сан Хозе Стејт      |
| 1948   | БАА  | Тортон Џенкинс  | Мисури              |
| 1948   | БАА  | Лео Каткавек    | Северна Каролина    |
| 1948   | БАА  | Ц.Т. Паркер     | Луизијана           |
| 1948   | БАА  | Џек Паркинсон   | Кентаки             |
| 1948   | БАА  | Дон Волкер      | Сем Хјустон Стејт   |
| 1948   | БАА  | Ал Вилијамс     | Арканзас            |
| 1947   | БАА  | Дик О'киф       | Санта Клара         |
| 1947   | БАА  | Бил Бурк        | Сент Мери, Мериленд |
| 1947   | БАА  | Пол Клојд       | Висконсин           |
| 1947   | БАА  | Џон Мандик      | Орегон Стејт        |
| 1947   | БАА  | Сол Мариашин    | Харвард             |
| 1947   | БАА  | Ејбл Родригез   | Сан Франциско       |
| 1947   | БАА  | Ирв Ротенберг   | Лонг Ајленд         |
| 1947   | БАА  | Џек Тингл       | Кентаки             |
| 1947   | БАА  | Мет Зуник       | Џорџ Вашингтон      |